# シャイアン空港
シャイアン空港（英: Cheyenne Airport、別名：Jerry Olson Field）は、アメリカ合衆国ワイオミング州の州都、シャイアンにある空港である。商業利用のほか、ワイオミング空軍州兵も利用している。
空港の前身は1911年まで遡ることができる。郵便および旅客輸送は1920年代に開始された。現在では、新型航空機の高地運用テストにも用いられており、ボーイング737-900の試験も行われた。

## 就航路線

### 国内線
| 航空会社                   | 就航地   |
| -------------------------- | -------- |
| ユナイテッド・エクスプレス | デンバー |

### 貨物便
- フェデックス・エクスプレス
- UPS航空（Key Lime Air）